# لانر اویه بانجو
لانر اویه بانجو (انگلیسی: Lanre Oyebanjo؛ زادهٔ ۲۷ آوریل ۱۹۹۰>) بازیکن فوتبال اهل بریتانیا است.
از باشگاه‌هایی که در آن بازی کرده است می‌توان به باشگاه فوتبال والتام فورست، باشگاه فوتبال یورک سیتی، باشگاه فوتبال ولینگ یونایتد، باشگاه فوتبال کراولی تاون، باشگاه فوتبال هیستون، و باشگاه فوتبال برنتفورد اشاره کرد.